# Mirmicins
|  | No s'ha de confondre amb Myrmeciinae. |

Els mirmicins (Myrmicinae) són una subfamília de formigues. La pupa està mancada de capoll. Algunes espècies retenen un fibló funcional. El pecíol (base estreta de l'abdomen) està format per dos segments.
Inclou algunes de les formigues més freqüents als Països Catalans, com ara el reveixí (Crematogaster scutellaris) i Messor barbarus.

## La subfamília Myrmicinae a la península Ibèrica
La subfamília Myrmicinae és la millor representada a la península Ibèrica, amb 19 gèneres:
- Aphaenogaster
- Cardiocondyla
- Crematogaster
- Formicoxenus
- Goniomma
- Harpagoxenus
- Leptothorax
- Messor
- Monomorium (incloent-hi Phacota)
- Myrmecina
- Myrmica
- Oxyopomyrmex
- Pheidole
- Solenopsis
- Stenamma
- Strongylognathus
- Strumigenys (incloent-hi Pyramica)
- Temnothorax (incloent-hi Chalepoxenus i Myrmoxenus)
- Tetramorium (incloent-hi Anergates i Teleutomyrmex)

## Taxonomia
La subfamília Myrmicinae inclou 147 gèneres i 7.110 espècies i, per tant, la seva classificació és complexa i inestable. La revisió de 2014 va fer disminuir dràsticament el nombre de tribus de 25 a 6:
- Attini Smith, 1858
- Crematogastrini Forel, 1893
- Myrmicini Lepeletier de Saint-Fargeau, 1835
- Pogonomyrmecini Ward, Brady, Fisher & Schultz, 2015
- Solenopsidini Forel, 1893
- Stenammini Ashmead, 1905